# American Racing Series 1986
De 1986 American Racing Series was het eerste kampioenschap van de Indy Lights.

## Teams en rijders
De teams reden met een March 86A-chassis en een 3.5 L Buick V6-motor.
| Team                   | Nr. | Rijder               | Sponsor(s)                          | Opmerkingen                                                                         |
| ---------------------- | --- | -------------------- | ----------------------------------- | ----------------------------------------------------------------------------------- |
| Western Racing Group   | 1   | Jerrill Rice         |                                     | Reed de eerste drie races                                                           |
| Western Racing Group   | 6   | Wally Dallenbach jr. |                                     | Reed alleen in Pocono                                                               |
| ?                      | 2   | Steve Bren           | Skybird Aviation                    | Reed de eerste vier races                                                           |
| ProMotion Racing       | 2   | Gary Rubio           | ProMotion                           | Reed alleen in Elkhart Lake                                                         |
| ProMotion Racing       | 2   | Jim Busby jr.        | ProMotion                           | Reed in Laguna Seca en Phoenix 2                                                    |
| ProMotion Racing       | 3   | Juan Fangio          | ProMotion / Manliba                 | Reed in Mid-Ohio, Elkhart Lake, Laguna Seca, Phoenix 2 en Miami                     |
| ?                      | 3   | Cary Bren            | Skybird Aviation                    | Reed de eerste vier races                                                           |
| ARS                    | 4   | Rich Rutherford      | ARS                                 | Reed alleen in Phoenix 1                                                            |
| ARS                    | 6   | Wally Dallenbach jr. | ARS                                 | Reed alleen in Phoenix 1                                                            |
| ARS                    | 6   | Jerrill Rice         | ARS                                 | Reed alleen in Toronto                                                              |
| ARS                    | 6   | Ken Johnson          | ARS                                 | Reed alleen in Mid-Ohio                                                             |
| ARS                    | 8   | Sammy Swindell       | ARS                                 | Reed alleen in Toronto                                                              |
| ARS                    | 9   | Desire Wilson        | ARS                                 | Reed alleen in Phoenix 1                                                            |
| ARS                    | 10  | Stan Fox             | ARS                                 | Reed alleen in Milwaukee                                                            |
| ARS                    | 10  | Steve Millen         | ARS                                 | Reed alleen in Mid-Ohio                                                             |
| Agapiou Racing         | 4   | Davy Jones           |                                     | Reed alleen in Phoenix 2                                                            |
| Agapiou Racing         | 4   | Tommy Byrne          |                                     | Reed in Milwaukee, New Jersey, Toronto, Pocono, Mid-Ohio en Miami                   |
| Agapiou Racing         | 9   | Tommy Byrne          | Reed in Elkhart Lake en Laguna Seca |                                                                                     |
| Agapiou Racing         | 9   | Scott Wood           |                                     | Reed in Milwaukee en New Jersey                                                     |
| Agapiou Racing         | 9   | John Graham          | Akhana International                | Reed alleen in Toronto                                                              |
| Agapiou Racing         | 9   | Ian Ashley           |                                     | Reed alleen in Pocono                                                               |
| Agapiou Racing         | 9   | Jack Miller          |                                     | Reed alleen in Mid-Ohio                                                             |
| Agapiou Racing         | 9   | Jan Thoelke          |                                     | Reed alleen in Laguna Seca                                                          |
| Agapiou Racing         | 9   | Stan Fox             |                                     | Reed alleen in Phoenix 2                                                            |
| Agapiou Racing         | 9   | Guido Dacco          |                                     | Reed alleen in Miami                                                                |
| Agapiou Racing         | 15  | Ross Cheever         |                                     | Reed in Elkhart Lake, Laguna Seca                                                   |
| Truesports             | 5   | Steve Millen         | Red Roof Inns                       | Reed de eerste drie races                                                           |
| Bill Simpson Racing    | 6   | Dave Simpson         | Simpson Racing Equipment            | Reed in Laguna Seca, Phoenix 2 en Miami                                             |
| Motorsports Racing     | 7   | Kim Campbell         | Red Stripe Beer                     | Reed de eerste drie races                                                           |
| Cahill Brothers Racing | 7   | Sammy Swindell       |                                     | Reed de laatste zes races                                                           |
| Cahill Brothers Racing | 11  | Stan Fox             |                                     | Reed alleen in Pocono                                                               |
| March Holt Racing      | 8   | Billy Boat           |                                     | Reed alleen niet in Toronto                                                         |
| Ralph Sanchez Racing   | 10  | Juan Fangio          | ARS / Manliba                       | Reed in New Jersey, Toronto en Pocono                                               |
| Ralph Sanchez Racing   | 84  | Stan Fox             | U.S. Can / STP                      | Reed alleen in Phoenix 1                                                            |
| Ralph Sanchez Racing   | 84  | Albert Naon jr.      | Nevada Paso Fino / Duration Racing  | Reed in Milwaukee, New Jersey, Pocono, Mid-Ohio, Elkhart Lake, Laguna Seca en Miami |
| Ralph Sanchez Racing   | 85  | Jeff Andretti        | U.S. Can / STP                      |                                                                                     |
| Ian Gordon Racing      | 10  | Rich Rutherford      |                                     | Reed alleen in Miami                                                                |
| ?                      | 11  | Sammy Swindell       | Metro Sports                        | Reed alleen in Phoenix 1                                                            |
| ?                      | 11  | Bobby Fix            | Five Star Marketing                 | Reed alleen in Miami                                                                |
| Arciero Racing         | 12  | Fabrizio Barbazza    | Arciero Wines                       | Reed niet in Milwaukee                                                              |
| Louis Motorsports      | 14  | Brad Murphey         |                                     | Reed in New Jersey, Toronto, Pocono, Mid-Ohio, Laguna Seca en Phoenix 2             |
| Brian Stewart Racing   | 15  | Ross Cheever         | ARS                                 | Reed alleen in Mid-Ohio                                                             |
| Groff Motorsports      | 20  | Mike Groff           |                                     | Reed niet in Miami                                                                  |
| ?                      | 59  | Nick Fornoro jr.     | Schaefer / Machinist Union          | Reed in Pocono, Mid-Ohio, Elkhart Lake, Laguna Seca en Phoenix 2                    |
| Hemelgarn Racing       | 71  | Steve Millen         |                                     | Reed in Laguna Seca en Miami                                                        |

## Races
| Race | Datum        | Circuit                       | Locatie             |
| ---- | ------------ | ----------------------------- | ------------------- |
| 1    | 6 April      | Phoenix International Raceway | Phoenix, AZ         |
| 2    | 8 Juni       | Milwaukee Mile                | West Allis, WI      |
| 3    | 29 Juni      | Meadowlands Sports Complex    | East Rutherford, NJ |
| 4    | 20 Juli      | Exhibition Place              | Toronto, ON         |
| 5    | 16 Augustus  | Pocono Raceway                | Pocono, PE          |
| 6    | 31 Augustus  | Mid-Ohio Sports Car Course    | Lexington, OH       |
| 7    | 20 September | Road America                  | Elkhart Lake, WI    |
| 8    | 12 Oktober   | Laguna Seca Raceway           | Monterey, CA        |
| 9    | 19 Oktober   | Phoenix International Raceway | Phoenix, AZ         |
| 10   | 9 November   | Tamiami Park                  | Miami, FL           |

## Race resultaten
| Race | Race naam      | Pole positie      | Snelste ronde | Meeste ronden aan de leiding | Winnende rijder   | Winnende team        |
| ---- | -------------- | ----------------- | ------------- | ---------------------------- | ----------------- | -------------------- |
| 1    | Phoenix Race 1 | Kim Campbell      | ?             | Kim Campbell                 | Steve Millen      | Truesports           |
| 2    | Milwaukee      | Jeff Andretti     | ?             | Mike Groff                   | Mike Groff        | Groff Motorsports    |
| 3    | New Jersey     | Fabrizio Barbazza | ?             | Fabrizio Barbazza            | Fabrizio Barbazza | Arciero Racing       |
| 4    | Toronto        | Fabrizio Barbazza | ?             | Fabrizio Barbazza            | Fabrizio Barbazza | Arciero Racing       |
| 5    | Pocono         | Jeff Andretti     | ?             | Mike Groff                   | Jeff Andretti     | Ralph Sanchez Racing |
| 6    | Ohio           | Steve Millen      | ?             | Steve Millen                 | Steve Millen      | Truesports           |
| 7    | Elkhart Lake   | Juan Fangio       | ?             | Mike Groff                   | Mike Groff        | Groff Motorsports    |
| 8    | Monterey       | Tommy Byrne       | ?             | Steve Millen                 | Fabrizio Barbazza | Arciero Racing       |
| 9    | Phoenix Race 2 | Jeff Andretti     | ?             | Fabrizio Barbazza            | Fabrizio Barbazza | Arciero Racing       |
| 10   | Miami          | Fabrizio Barbazza | ?             | Juan Fangio                  | Fabrizio Barbazza | Arciero Racing       |

## Uitslagen
| Pos | Rijder               | PHX1 | MIL | MWL | TOR | POC | MDO | ROA | LS | PHX2 | MIA | Punten |
| --- | -------------------- | ---- | --- | --- | --- | --- | --- | --- | -- | ---- | --- | ------ |
| 1   | Fabrizio Barbazza    | 3    |     | 1*  | 1*  | 10  | 2   | 7   | 1  | 1*   | 1   | 145    |
| 2   | Jeff Andretti        | 5    | 3   | 10  | 10  | 1   | 4   | 2   | 14 | 4    | 3   | 107    |
| 3   | Mike Groff           | 12   | 1*  | 12  | 2   | 2*  | 13  | 1*  | 7  | 7    |     | 89     |
| 4   | Steve Millen         | 1    | 4   | 9   |     |     | 1*  |     | 2* |      | 5   | 85     |
| 5   | Juan Fangio          |      |     | 11  | 7   | 7   | 8   | 11  | 3  | 2    | 2*  | 69     |
| 6   | Billy Boat           | 4    | 11  | 7   |     | 8   | 5   | 6   | 8  | 3    | 8   | 67     |
| 7   | Tommy Byrne          |      | 8   | 2   | 8   | 4   | 12  | 3   | 13 |      | 6   | 62     |
| 8   | Sammy Swindell       | 7    |     |     | 5   | 5   | 7   | 9   | 12 | 11   | 12  | 40     |
| 9   | Cary Bren            | 2    | 10  | 8   | 3   |     |     |     |    |      |     | 38     |
| 10  | Albert Naon jr.      |      | 7   | 14  |     | 11  | 11  | 10  | 4  |      | 4   | 37     |
| 10  | Jerrill Rice         | 8    | 2   | 4   | 9   |     |     |     |    |      |     | 37     |
| 12  | Brad Murphey         |      |     | 5   | 6   | 9   | 9   |     | 10 | 9    |     | 33     |
| 13  | Nick Fornoro jr.     |      |     |     |     | 3   | 6   | 8   | 11 | 12   |     | 30     |
| 14  | Ross Cheever         |      |     |     |     |     | 3   | 4   | 15 |      |     | 26     |
| 15  | Stan Fox             | 9    | 5   |     |     | 12  |     |     |    | 6    |     | 23     |
| 16  | Dave Simpson         |      |     |     |     |     |     |     | 5  | 8    | 11  | 17     |
| 16  | Steve Bren           | 14   | 14  | 3   | 11  |     |     |     |    |      |     | 17     |
| 18  | Kim Campbell         | 11*  | 6   | 13  |     |     |     |     |    |      |     | 12     |
| 18  | John Graham          |      |     |     | 4   |     |     |     |    |      |     | 12     |
| 18  | Scott Wood           |      | 9   | 6   |     |     |     |     |    |      |     | 12     |
| 21  | Jim Busby jr.        |      |     |     |     |     |     |     | 6  | 10   |     | 11     |
| 22  | Davy Jones           |      |     |     |     |     |     |     |    | 5    |     | 10     |
| 22  | Gary Rubio           |      |     |     |     |     |     | 5   |    |      |     | 10     |
| 24  | Desire Wilson        | 6    |     |     |     |     |     |     |    |      |     | 8      |
| 24  | Ian Ashley           |      |     |     |     | 6   |     |     |    |      |     | 8      |
| 26  | Rich Rutherford      | 10   |     |     |     |     |     |     |    |      | 9   | 7      |
| 27  | Guido Dacco          |      |     |     |     |     |     |     |    |      | 7   | 6      |
| 28  | Jan Thoelke          |      |     |     |     |     |     |     | 9  |      |     | 4      |
| 29  | Bobby Fix            |      |     |     |     |     |     |     |    |      | 10  | 3      |
| 29  | Jack Miller          |      |     |     |     |     | 10  |     |    |      |     | 3      |
| 31  | Wally Dallenbach jr. | 13   |     |     |     | 13  |     |     |    |      |     | 0      |
| 31  | Ken Johnson          |      |     |     |     |     | 14  |     |    |      |     | 0      |
| Pos | Rijder               | PHX1 | MIL | MWL | TOR | POC | MDO | ROA | LS | PHX2 | MIA | Punten |

| Kleur       | Resultaat                       |
| ----------- | ------------------------------- |
| Goud        | Winnaar                         |
| Zilver      | 2de plaats                      |
| Brons       | 3de plaats                      |
| Groen       | 4de en 5de plaats               |
| Lichtblauw  | 6de–10de plaats                 |
| Donkerblauw | Gefinisht (buiten de Top 10)    |
| Paars       | Niet gefinisht                  |
| Rood        | Niet gekwalificeerd (DNQ)       |
| Bruin       | Teruggetrokken (Wth)            |
| Zwart       | Gediskwalificeerd (DSQ)         |
| Wit         | Niet Gestart (DNS)              |
| Blank       | Nam geen deel aan de race (DNP) |
| Blank       | Niet geracet                    |

| Toegevoegde info    |                                                      |
| vet                 | Pole positie (1 punt)                                |
| cursief             | Snelste ronde                                        |
| *                   | Meeste ronden aan de leiding (2 punten)              |
| 1                   | Kwalificatie geannuleerd geen bonuspunten uitgedeeld |
| Rookie van het Jaar |                                                      |
| Rookie              |                                                      |

| Kleur       | Resultaat                       |
| ----------- | ------------------------------- |
| Goud        | Winnaar                         |
| Zilver      | 2de plaats                      |
| Brons       | 3de plaats                      |
| Groen       | 4de en 5de plaats               |
| Lichtblauw  | 6de–10de plaats                 |
| Donkerblauw | Gefinisht (buiten de Top 10)    |
| Paars       | Niet gefinisht                  |
| Rood        | Niet gekwalificeerd (DNQ)       |
| Bruin       | Teruggetrokken (Wth)            |
| Zwart       | Gediskwalificeerd (DSQ)         |
| Wit         | Niet Gestart (DNS)              |
| Blank       | Nam geen deel aan de race (DNP) |
| Blank       | Niet geracet                    |

| Toegevoegde info    |                                                      |
| vet                 | Pole positie (1 punt)                                |
| cursief             | Snelste ronde                                        |
| *                   | Meeste ronden aan de leiding (2 punten)              |
| 1                   | Kwalificatie geannuleerd geen bonuspunten uitgedeeld |
| Rookie van het Jaar |                                                      |
| Rookie              |                                                      |

| Positie | 1  | 2  | 3  | 4  | 5  | 6 | 7 | 8 | 9 | 10 | 11 | 12 |
| ------- | -- | -- | -- | -- | -- | - | - | - | - | -- | -- | -- |
| Punten  | 20 | 16 | 14 | 12 | 10 | 8 | 6 | 5 | 4 | 3  | 2  | 1  |

1986 ·
1987 ·
1988 ·
1989 ·
1990 ·
1991 ·
1992 ·
1993 ·
1994 ·
1995 ·
1996 ·
1997 · 
1998 ·
1999 ·
2000 ·
2001 ·
2002 ·
2003 ·
2004 ·
2005 ·
2006 ·
2007 ·
2008 ·
2009 ·
2010 ·
2011 ·
2012 ·
2013 ·
2014 ·
2015 ·
2016 ·
2017 ·
2018 ·
2019 ·
2020 ·
2021 ·
2022 ·
2023 ·
2024 ·
2025

Lijst van coureurs